# Veja (magazine)
Pour les articles homonymes, voir Veja.
Veja est un magazine hebdomadaire brésilien à grand tirage, fondé en septembre 1968. Sa ligne éditoriale est généralement considérée comme conservatrice. Il cible principalement les lecteurs de la bourgeoisie. Le magazine a un tirage de plus de 1,2 million d'exemplaires, dont 920 000 abonnements payées, publié par Editora Abril à São Paulo.
Veja est le titre phare du Groupe Abril, la société holding de la maison d'édition à São Paulo. Le magazine a été publié le 11 septembre 1968 et a été fondée par le journaliste Victor Civita. C'est le magazine d'information le plus important au Brésil et la troisième en importance au monde, après le Time et Newsweek.

## Histoire et ligne éditoriale
Le magazine a été lancé par le groupe Abril en 1968, sous la dictature militaire. Après avoir entretenu une relation ambiguë avec cette dernière, il s'engage à partir du retour de la démocratie, en 1985, en faveur de réformes économiques néolibérales. Il donne son appui au candidat de droite Fernando Collor de Mello lors de l'élection présidentielle de 1989, la première depuis la chute de la dictature.
Veja dénonce régulièrement les mouvements sociaux, le Mouvement des sans-terre (MST) et les syndicats de travailleurs. Ainsi, le 31 mai 1995, elle publie en première page un photomontage représentant le président Fernando Henrique Cardoso portant un casque de soldat sur la tête et le félicite d'avoir « contrôlé » la première centrale syndicale du pays en faisant réprimer une grève par l'armée. L’hebdomadaire s'est aussi fermement engagé contre le Parti des travailleurs, allant jusqu'à décrire au début des années 2000 Luiz Inácio Lula da Silva comme un potentiel futur dictateur communiste.
Le magazine consacre à partir des années 2000 une partie de ses pages à la dénonciation des gouvernements de gauche en Amérique latine, perçus comme « autoritaires » et « populistes ». Sur les questions économiques, Veja soutient la privatisation d'entreprises publiques et juge prioritaire la lutte contre l'inflation. 

## Contenu et parution
Veja est publié le samedi et contient des articles sur divers sujets, comme la politique, l'économie, la culture et le divertissement. La rédaction se trouve au 19e étage du bâtiment du Groupe Abril à l'Avenida das Nações Unidas à Pinheiros, à São Paulo. Il est diffusé avec un complément régional, le Veja São Paulo, Veja Rio avec des actualités régionales, suggestions de films, de bars, restaurants, théâtres, expositions et les bons achats.
Le magazine offre une large place à la publicité. Celle-ci occupe en moyenne 70 des 144 pages de la publication. 

## Lectorat
Il est, dans les années 2010, le magazine le plus influent du Brésil et d’Amérique latine avec un tirage de 1,2 million d' exemplaires, dont environ 925 000 distribués par abonnement. Les trois quarts de ses lecteurs appartiennent aux 12 % de Brésiliens les plus aisés. Le prix d'un numéro est de  9,90 reals (en 2012), ce qui représente un soixantième du salaire minimum.

## Journalistes
L'hebdomadaire s'est trouvé directement impliqué dans des affaires de corruption. Des liens ont été découverts entre le journaliste politique de Veja, Policarpo Júnior (devenu rédacteur en chef en janvier 2012), et l'homme d'affaires Carlinhos Cachoeira, qui est accusé de détournement de fonds. L'affaire a conduit à la création d'une commission d'enquête parlementaire. Policarpo Júnior a été accusé d'avoir publié des articles qui n’avaient pour but que de promouvoir les intérêts de l'homme d'affaires.